# Logansport (Indiana)
Logansport település az Amerikai Egyesült Államok Indiana államában, Cass megyében, melynek megyeszékhelye is. Lakosainak száma 18 366 fő (2020. április 1.).

## Népesség
A település népességének változása:

| 2010 | 18 396 |
| 2020 | 18 366 |